# Гаррісон (містечко, Вісконсин)
Гаррісон (англ. Harrison) — місто (англ. town) в США, в окрузі Калумет штату Вісконсин. Населення — 0 осіб (2020).

## Демографія
Згідно з переписом 2010 року, у місті мешкало 10 839 осіб у 3644 домогосподарствах у складі 3053 родин. Було 3801 помешкання
Расовий склад населення:
| - 96,2 % — білих - 1,6 % — азіатів - 0,3 % — чорних або афроамериканців - 0,2 % — корінних американців |

До двох чи більше рас належало 0,9 %. Частка іспаномовних становила 2,1 % від усіх жителів.
За віковим діапазоном населення розподілялося таким чином: 32,9 % — особи молодші 18 років, 60,2 % — особи у віці 18—64 років, 6,9 % — особи у віці 65 років та старші. Медіана віку мешканця становила 35,2 року. На 100 осіб жіночої статі у місті припадало 101,6 чоловіків;  на 100 жінок у віці від 18 років та старших — 100,5 чоловіків також старших 18 років.
Середній дохід на одне домашнє господарство  становив 102 517 доларів США (медіана — 86 500), а середній дохід на одну сім'ю — 115 144 долари (медіана — 100 987). Медіана доходів становила 63 571 долар для чоловіків та 48 000 доларів для жінок. За межею бідності перебувало 1,1 % осіб, у тому числі 0,0 % дітей у віці до 18 років та 0,0 % осіб у віці 65 років та старших.
Цивільне працевлаштоване населення становило 620 осіб. Основні галузі зайнятості: виробництво — 28,9 %, освіта, охорона здоров'я та соціальна допомога — 22,3 %, роздрібна торгівля — 11,5 %, мистецтво, розваги та відпочинок — 9,8 %.